# Открытый чемпионат Германии по теннису среди женщин 2008
Открытый чемпионат Германии 2008 (по спонсорским причинам известный как Qatar Telecom German Open 2008) — профессиональный женский теннисный турнир, который разыгрывался на открытых грунтовых кортах «Rot-Weiss Tennis Club».
Турнир-2025 является 29-м по счёту, проводящимся здесь. В этом году он относился к первой категории соревнований, проводящихся в рамках WTA Тура.
Соревнования проходили в Берлине с 5 по 11 мая 2008 года. Турнир входил в серию соревнований, расположенную в календаре между крупным турниром в Майами и Открытым чемпионатом Франции.
Прошлогодние победительницы:
- в одиночном разряде —  Ана Иванович
- в парном разряде —  Лиза Реймонд и  Саманта Стосур

## Общая информация
Лидером посева в одиночном турнире стала Жюстин Энен (тогдашний лидер рейтинга). Титул же достался Динаре Сафиной, выигравшей один за другим шесть матчей, в том числе пройдя Жюстин Энен, Серену Уильямс и Елену Дементьеву (первую, пятую и седьмую сеянную). Прошлогодняя чемпионка — Ана Иванович — защищала свой титул и дошла до полуфинала. Сеянные заняли 11 из 16 мест в третьем раунде.
Лидерами посева в парном турнире стали Кара Блэк и Лизель Хубер (тогдашние лидеры рейтинга). Представительницы Зимбабве и США выиграли один за другим четыре матча, а в финале справились с Нурией Льягостерой Вивес и Марией Хосе Мартинес Санчес. Прошлогодние чемпионки — Лиза Реймонд и Саманта Стосур — не защищали свой титул. Сеянные команды заняли пять мест в четвертьфиналах.
Вскоре после своего последнего матча Жюстин Энен объявила о приостановке игровой карьеры. Пауза закончится в декабре 2009 года.

## Соревнования

### Одиночный турнир
- Динара Сафина обыграла  Елену Дементьеву со счётом 3-6 6-2 6-2.
- Сафина выиграла 1-й одиночный титул в сезоне и 6-й за карьеру в основном туре ассоциации.
- Дементьева сыграла 2-й одиночный финал в сезоне и 21-й за карьеру в основном туре ассоциации.

### Парный турнир
- Кара Блэк /  Лизель Хубер обыграли  Нурию Льягостеру Вивес /  Марию Хосе Мартинес Санчес со счётом 3-6 6-2 [10-2].
- Блэк выигрывает 3-й парный титул в сезоне и 39-й за карьеру в основном туре ассоциации.
- Хубер выигрывает 3-й парный титул в сезоне и 27-й за карьеру в основном туре ассоциации.